# Teixidor daurat asiàtic
El teixidor daurat asiàtic (Ploceus hypoxanthus) és un ocell de la família dels ploceids (Ploceidae).

## Hàbitat i distribució
Habita vegetació de ribera, canyars i conreus de les terres baixes de Myanmar, centre de Tailàndia, Cambodja, sud del Vietnam, Sumatra i Java.